# Rue de Poitiers
La rue de Poitiers est une rue du 7e arrondissement de Paris.

## Situation et accès
Longue de 112 mètres et large de 12 mètres, elle commence au niveau du 59, rue de Lille et finit au niveau du 66, rue de l'Université.
Le quartier est desservi par la ligne 12 à la station Solférino.

## Origine du nom
La voie initialement appelée « rue Potier » du nom du propriétaire des terrains est devenue par altération « rue de Poitiers » dès 1693.

## Historique
La rue a été ouverte en 1680, sous le nom de « rue Potier », depuis la Seine jusqu'à la rue de l'Université, sur des terrains de l'ancien jardin de la reine Marguerite qui avaient été achetés en 1662 par Jean Potier sieur de Morais.
Sous la Deuxième République, dans une salle de l'Académie de médecine située rue de Poitiers, se réunit en 1848 le « Parti de l'ordre », désigné aussi du nom de « Comité de la rue de Poitiers », réunissant les droites précédemment divisées, légitimistes et orléanistes.
La fraction comprise entre le quai et la rue de Lille a disparu en 1897 lors de la construction du terminus de la Compagnie du chemin de fer de Paris à Orléans, devenu musée d'Orsay.

## Bâtiments remarquables et lieux de mémoire

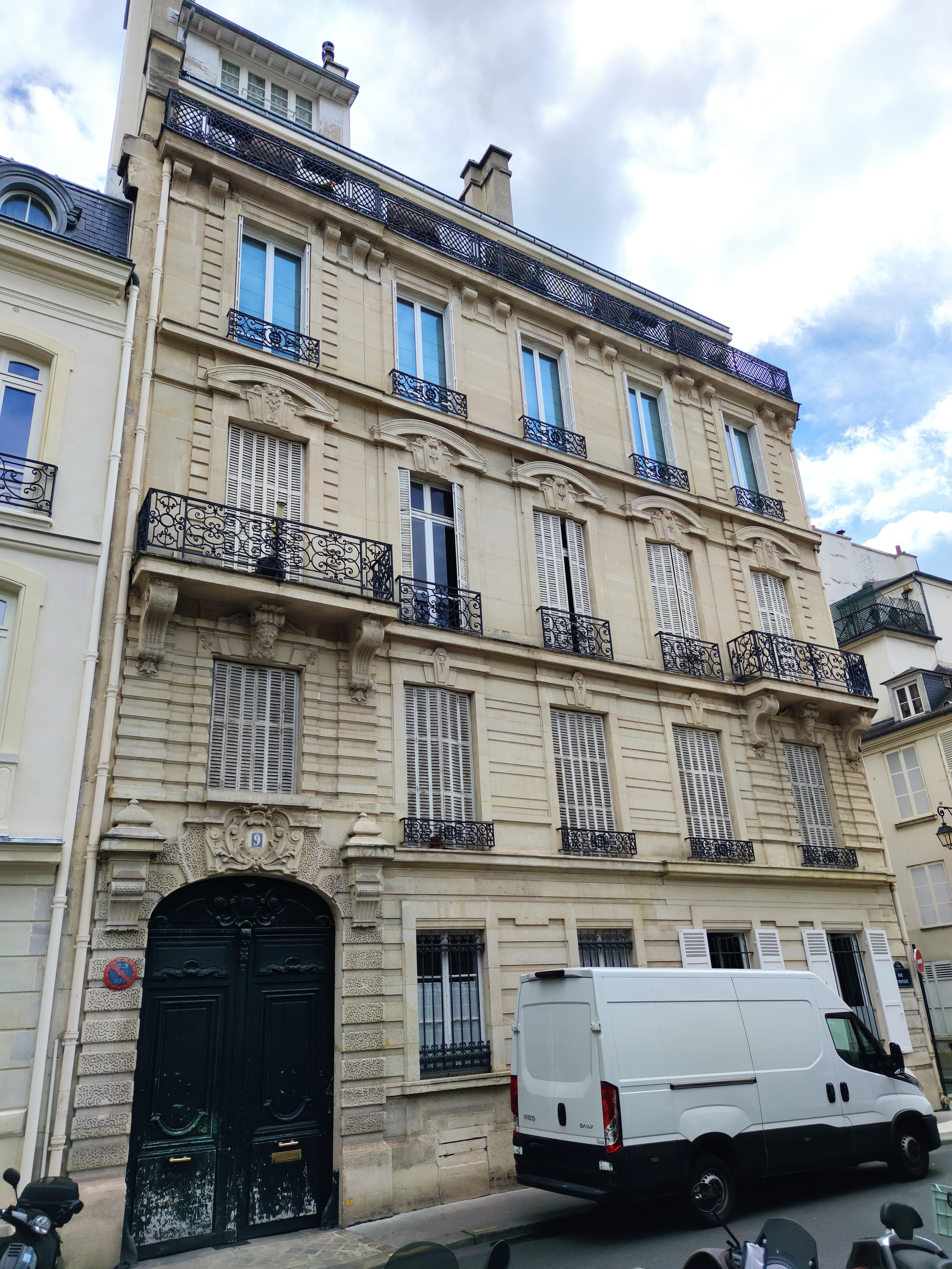
No 9.

- No 9 : résidence de Geneviève Dormann, journaliste et écrivain[3].
- No 10 : hôtel de Pomereu (également aux 63-67, rue de Lille).

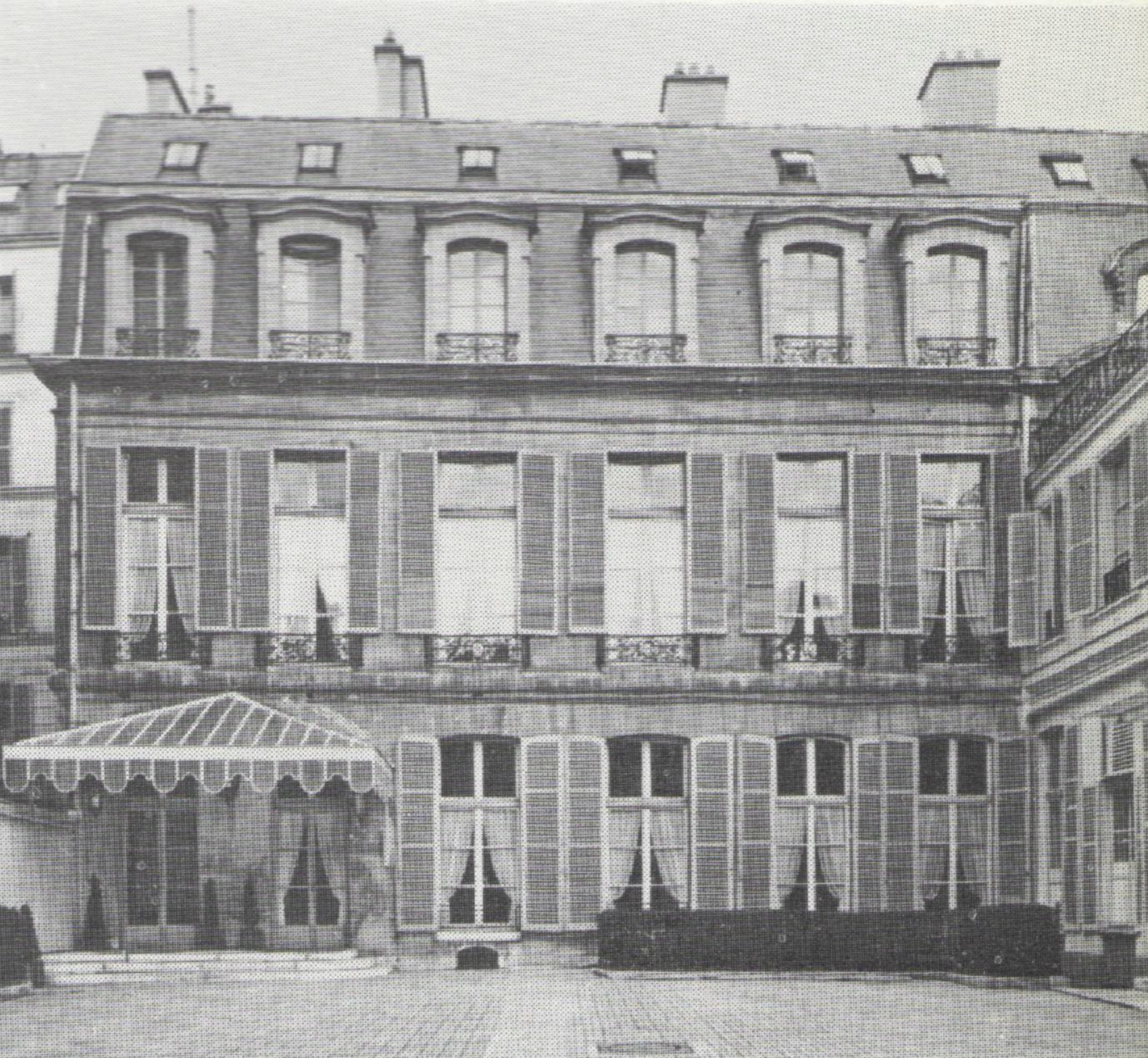
No 12 : hôtel de Poulpry.

- No 12 : hôtel de Poulpry. Il abrite aujourd'hui la Maison des Polytechniciens. Construit à l’origine en 1640 pour Catherine Potiers, l’hôtel est acquis et transformé en 1703 par le président François Duret, président au Grand Conseil et important spéculateur immobilier dans le quartier.
- Angle rue de Poitiers et quai Anatole-France : emplacement de l'ancien hôtel des gardes du corps du roi à cheval.

Le 28 novembre 1705, l’hôtel est vendu à Louis Béchameil, marquis de Nointel, fils de Louis Béchameil de Nointel, ancien fermier général. Après son décès, il passe à sa fille, Hyacinthe Sophie Béchameil de Nointel (1690-1757), veuve de Charles Auguste d'Allonville de Louville en 1738.
L’hôtel passe ensuite à la famille Monaco-Valentinois. Endommagé par un incendie, il est acquis par monsieur de La Béraudière, protecteur du peintre Watteau, et abrite également la famille de Luynes. En 1766, l’hôtel devient la propriété du marquis de Poulpry, lieutenant général. Confisqué comme bien d’émigré sous la Révolution, il devient le siège du comité de la section de la Fontaine-de-Grenelle, puis de la municipalité. En 1820, le baron Portal y installe l’Académie de médecine qui y demeure jusqu’en 1848. En 1900, la marquise de Lareinty-Tholozan, née Louise de Sabran-Pontevès, en fait l'acquisition et y réside jusqu'à sa mort en 1914. En 1919, l’hôtel est loué au club de la Renaissance française, fondé par l’Association pour la rénovation nationale. En 1923, la société anonyme La Maison des Polytechniciens le loue, avant d'en faire l’acquisition le 7 mai 1930.